# Szaturnusz-díj a legjobb képregény-adaptációnak
A legjobb képregény-adaptációnak járó Szaturnusz-díjat évente adja át az Academy of Science Fiction, Fantasy & Horror Films szervezet.
A díjat a 2014-es, 40. díjátadó óta adják át minden évben. 2019-ig mind az öt győztes filmet a Marvel Studios gyártotta. Az Attack on Titan első része (2015) az egyetlen, mangán alapuló jelölt. A szintén 2015-ös Snoopy és Charlie Brown – A Peanuts film az egyedüli animációs film, melyet a kategóriában jelöltek.

## Győztesek és jelöltek
Győztes film
- – Oscar-nyertes film a legjobb film kategóriában
- – Oscarra jelölt film a legjobb film kategóriában

(MEGJEGYZÉS: Az Év oszlop az adott film bemutatási évére utal, a tényleges díjátadó ceremóniát a következő évben rendezték meg.)

### 2010-es évek
| Év                       | Magyar cím                                                                  | Eredeti cím                                                          |
| ------------------------ | --------------------------------------------------------------------------- | -------------------------------------------------------------------- |
| 2013 (40. díjátadó)      | Vasember 3.                                                                 | Iron Man 3                                                           |
| 2013 (40. díjátadó)      | Az acélember                                                                | Man of Steel                                                         |
| 2013 (40. díjátadó)      | Thor: Sötét világ                                                           | Thor: The Dark World                                                 |
| 2013 (40. díjátadó)      | Farkas                                                                      | The Wolverine                                                        |
| 2014 (41. díjátadó)      | A galaxis őrzői                                                             | Guardians of the Galaxy                                              |
| 2014 (41. díjátadó)      | A csodálatos Pókember 2.                                                    | The Amazing Spider-Man 2                                             |
| 2014 (41. díjátadó)      | Amerika Kapitány: A tél katonája                                            | Captain America: The Winter Soldier                                  |
| 2014 (41. díjátadó)      | X-Men: Az eljövendő múlt napjai                                             | X-Men: Days of Future Past                                           |
| 2015 (42. díjátadó)      | A Hangya                                                                    | Ant-Man                                                              |
| 2015 (42. díjátadó)      | Attack on Titan: Part 1                                                     |                                                                      |
| 2015 (42. díjátadó)      | Bosszúállók: Ultron kora                                                    | Avengers: Age of Ultron                                              |
| 2015 (42. díjátadó)      | Kingsman: A titkos szolgálat                                                | Kingsman: The Secret Service                                         |
| 2015 (42. díjátadó)      | Snoopy és Charlie Brown – A Peanuts film                                    | The Peanuts Movie                                                    |
| 2016 (43. díjátadó)      | Doctor Strange                                                              | Doctor Strange                                                       |
| 2016 (43. díjátadó)      | Batman Superman ellen – Az igazság hajnala                                  | Batman v Superman: Dawn of Justice                                   |
| 2016 (43. díjátadó)      | Amerika Kapitány: Polgárháború                                              | Captain America: Civil War                                           |
| 2016 (43. díjátadó)      | Deadpool                                                                    | Deadpool                                                             |
| 2016 (43. díjátadó)      | Suicide Squad – Öngyilkos osztag                                            | Suicide Squad                                                        |
| 2016 (43. díjátadó)      | X-Men: Apokalipszis                                                         | X-Men: Apocalypse                                                    |
| 2017 (44. díjátadó)      | Fekete Párduc                                                               | Black Panther                                                        |
| 2017 (44. díjátadó)      | A galaxis őrzői vol. 2.                                                     | Guardians of the Galaxy Vol. 2                                       |
| 2017 (44. díjátadó)      | Logan – Farkas                                                              | Logan                                                                |
| 2017 (44. díjátadó)      | Pókember: Hazatérés                                                         | Spider-Man: Homecoming                                               |
| 2017 (44. díjátadó)      | Thor: Ragnarök                                                              | Thor: Ragnarok                                                       |
| 2017 (44. díjátadó)      | Wonder Woman                                                                | Wonder Woman                                                         |
| 2018/2019 (45. díjátadó) | Bosszúállók: Végjáték                                                       | Avengers: Endgame                                                    |
| 2018/2019 (45. díjátadó) | Aquaman                                                                     | Aquaman                                                              |
| 2018/2019 (45. díjátadó) | Bosszúállók: Végtelen háború                                                | Avengers: Infinity War                                               |
| 2018/2019 (45. díjátadó) | Marvel Kapitány                                                             | Captain Marvel                                                       |
| 2018/2019 (45. díjátadó) | Shazam!                                                                     | Shazam!                                                              |
| 2018/2019 (45. díjátadó) | Pókember: Idegenben                                                         | Spider-Man: Far From Home                                            |
| 2018/2019 (45. díjátadó) | Pókember: Irány a Pókverzum!                                                | Spider-Man: Into the Spider-Verse                                    |
| 2019/2020 (46. díjátadó) | Joker                                                                       | Joker                                                                |
| 2019/2020 (46. díjátadó) | Ragadozó madarak (és egy bizonyos Harley Quinn csodasztikus felszabadulása) | Birds of Prey (and the Fantabulous Emancipation of One Harley Quinn) |
| 2019/2020 (46. díjátadó) | Bloodshot                                                                   | Bloodshot                                                            |
| 2019/2020 (46. díjátadó) | Az új mutánsok                                                              | The New Mutants                                                      |
| 2019/2020 (46. díjátadó) | A halhatatlan gárda                                                         | The Old Guard                                                        |

### 2020-as évek
| Év                       | Magyar cím                               | Eredeti cím                                 |
| ------------------------ | ---------------------------------------- | ------------------------------------------- |
| 2021/2022 (50. díjátadó) | Pókember: Nincs hazaút                   | Spider-Man: No Way Home                     |
| 2021/2022 (50. díjátadó) | Batman                                   | The Batman                                  |
| 2021/2022 (50. díjátadó) | Doctor Strange az őrület multiverzumában | Doctor Strange in the Multiverse of Madness |
| 2021/2022 (50. díjátadó) | Shang-Chi és a tíz gyűrű legendája       | Shang-Chi and the Legend of the Ten Rings   |
| 2021/2022 (50. díjátadó) | The Suicide Squad – Az öngyilkos osztag  | The Suicide Squad                           |
| 2021/2022 (50. díjátadó) | Thor: Szerelem és mennydörgés            | Thor: Love and Thunder                      |
| 2022/2023 (51. díjátadó) | A galaxis őrzői: 3. rész                 | Guardians of the Galaxy Vol. 3              |
| 2022/2023 (51. díjátadó) | A Hangya és a Darázs: Kvantumánia        | Ant-Man and the Wasp: Quantumania           |
| 2022/2023 (51. díjátadó) | Fekete Párduc 2.                         | Black Panther: Wakanda Forever              |
| 2022/2023 (51. díjátadó) | Kék Bogár                                | Blue Beetle                                 |
| 2022/2023 (51. díjátadó) | Flash – A Villám                         | The Flash                                   |

## Fordítás
- Ez a szócikk részben vagy egészben  a   Saturn Award for Best Comic-to-Film Motion Picture című angol Wikipédia-szócikk fordításán alapul.  Az eredeti cikk szerkesztőit annak laptörténete sorolja fel. Ez a jelzés csupán a megfogalmazás eredetét és a szerzői jogokat jelzi, nem szolgál a cikkben szereplő információk forrásmegjelöléseként.